# Altalena

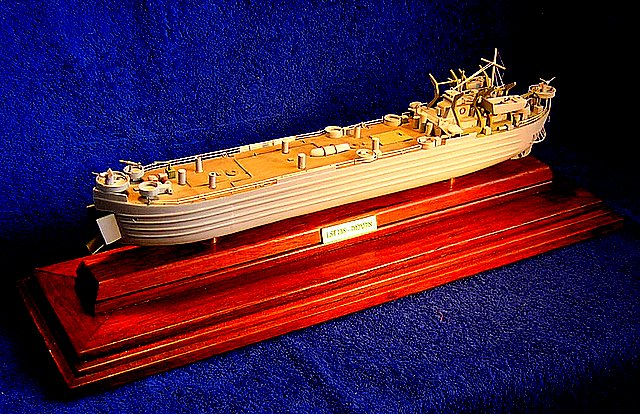
Maquette de l’Altalena.

L’Altalena est un bateau que l'Irgoun a utilisé en 1948 pour importer des armes clandestinement en Israël, État alors tout nouvellement créé. Ce bateau est attaqué et incendié par Tsahal le 22 juin 1948, sur ordre du premier ministre David Ben Gourion. L’épisode est considéré comme une guerre civile mineure qui joue le rôle d’évènement fondateur et est encore régulièrement évoqué dans le débat public, avec des visées politiques en arrière-plan.

## Contexte
Israël a proclamé son indépendance le 14 mai 1948. La guerre israélo-arabe se déclenche immédiatement, déjà précédée par des mois de guerre civile. Dans ce contexte, l’ONU avait imposé un embargo sur les armes, appliqué par le Royaume-Uni qui maintenait un blocus de la Palestine, ; peu de pays acceptent de vendre officiellement des armes à Israël, les États-Unis ayant maintenu un embargo tout au long de la guerre. 
Dans le contexte de l'unification des forces armées sionistes (Palmah, Haganah, Irgoun et Lehi), décidée par le gouvernement provisoire de l'État d'Israël, à la suite de l'ordonnance du 26 mai 1948 créant l'armée israélienne (Tsahal), le bateau Altalena arrive au large de Tel Aviv, chargé d'armes pour l'Irgoun ainsi que de 800 immigrants.

## Histoire

### Achat
Le bateau est acheté en juin 1947 par le comité hébraïque de libération de la nation, aux États-Unis. L’intermédiaire fut Avraham Stavsky, un contrebandier condamné puis acquitté en appel pour l’assassinat de Haïm Arlozoroff. Ben Hecht et Louis Bromfield concluent l’achat du navire, pour la somme de 75 000 $. Battant pavillon panaméen, l’Altalena avait été baptisé ainsi par l'Irgoun (organisation clandestine armée en Palestine mandataire), en référence au nom de plume de son inspirateur, Zeev Vladimir Jabotinsky (1880-1940), chef de file du mouvement sioniste révisionniste, partisan de la lutte armée contre le Royaume-Uni et opposant au partage de la Palestine mandataire.

### Chargement
Le navire, l’ancien Landing Ship Tank USS LST-138, jette l’ancre à Port-de-Bouc, dans le sud de la France, en mai ou avril. Georges Bidault, ministre des Affaires étrangères du gouvernement Shuman, donne son accord pour le chargement, en ne posant comme seule condition que les armes n’arrivent qu’après le retrait britannique complet. Une autre condition aurait été que le futur État protège les institutions catholiques françaises. Si les motivations du gouvernement français n’étaient pas claires, Bidault semblait préoccupé par une éventuelle annexion de Jérusalem à la Jordanie ; un membre de son cabinet, Henri Coudraux, impliqué dans les négociations, affirme en 1949 en répondant à une enquête, que la France a « passé un accord secret avec l’Irgoun, qui a promis des avantages s’il arrivait au pouvoir. » et que le représentant de l’Irgoun, Shmuel Ariel, est « un terroriste qui ne représente pas une organisation légitime et agit pour prendre le pouvoir par la force ».
Le chargement ne fut pas aisé : certains dockers de Port-de-Bouc étaient musulmans et se mirent en grève, refusant de charger l’Altalena. Finalement ce furent les passagers du navire qui firent le chargement.
La cargaison contient environ 5 000 fusils, 250 mitraillettes, 5 millions de cartouches. Elle contient aussi des grenades, des explosifs, de l’artillerie, et 5 blindés. Certains équipements sont vendus, d’autres donnés. La valeur de la cargaison est estimée à 153 millions de francs.
Outre les armes, le bateau transporte 800 migrants juifs, dont Saül Friedlander, devenu depuis historien, et Dov Shilansky, futur président de la Knesset (1988-1992, sous l’étiquette Likoud) et un contingent de 35 jeunes volontaires belges, parfois âgés de moins de 18 ans.

### Trajet de France en Israël
L’Altalena quitte le port de Marseille le 11 juin, un mois après la date prévue, et aussi lendemain du cessez-le-feu du 10 juin négocié par le comte Bernadotte et qui prévoit l’interdiction pour les parties de se faire livrer des armes pendant toute sa durée. Menahem Begin aurait ordonné par radio de ne pas lever l’ancre, mais le message ne fut pas reçu. Le 12 juin, Menahem Begin envoie un nouveau message qui n’est pas reçu par le bateau.

### Négociations
Le gouvernement, ou au moins sa partie concernée par les questions de défense, était au courant de l’existence de l’Altalena et de sa cargaison. À l’intérieur de l’Irgoun, un débat avait lieu entre les tenants de l’intégration de la milice dans l’armée et sa transformation en parti, sous la direction de Begin ou sous la direction d’une autre personne (selon les personnes), et une dernière faction qui s’opposait au démantèlement de la milice armée. L’Altalena est donc un nœud dans les luttes de pouvoir accompagnant la naissance d’Israël, au sein de l’Irgoun et entre l’Irgoun et la gauche de l’échiquier politique. C’est ainsi que Begin apprit le départ de l’Altalena à la BBC.
La destination et la répartition de l’armement de l’Altalena fait l’objet de discussions entre le gouvernement provisoire israélien (notamment Galili, chef d’état-major et responsable de l’armement de la Haganah) et l’Irgoun. Le 13 juin, Menahem Begin donne son accord pour remettre la cargaison gratuitement au gouvernement provisoire. Celui-ci demande que le déchargement ait lieu à Kfar Vitkin, loin des yeux des observateurs de l’ONU, et peuplé de militants de son parti, le Mapaï. Mais c’est la question du partage des armes qui fit capoter les négociations : Begin voulait se faire de la publicité, et réclamait 20 % du chargement pour les combattants de l’Irgoun sur le front de Jérusalem ; David Ben Gourion, qui vient de créer une armée unifiée à partir des milices armées juives (Haganah, Etzel ou Irgoun, Palmach), refuse de voir s’en créer une nouvelle. Selon les sources, il accepte, ou refuse. Selon Gruweis Kovalsky, c’est Galili qui donne son accord à ce que 20 % des armes aillent au front de Jérusalem (sans précision sur qui les recevrait).
Deux membres du parti du sionisme général, Oved Ben Ami et Yosef Sapir, tentent de jouer les intermédiaires, sans succès.
Le gouvernement donne l’ordre de tirer si les militants à bord du navire n’obéissent pas.
Dans les plans de Begin, entrait aussi l’espoir de pouvoir faire parvenir des armes à ses partisans combattant à Jérusalem, placée sous mandai international et où l’Irgoun conservait son autonomie.

### Arrivée du navire en Palestine et combats

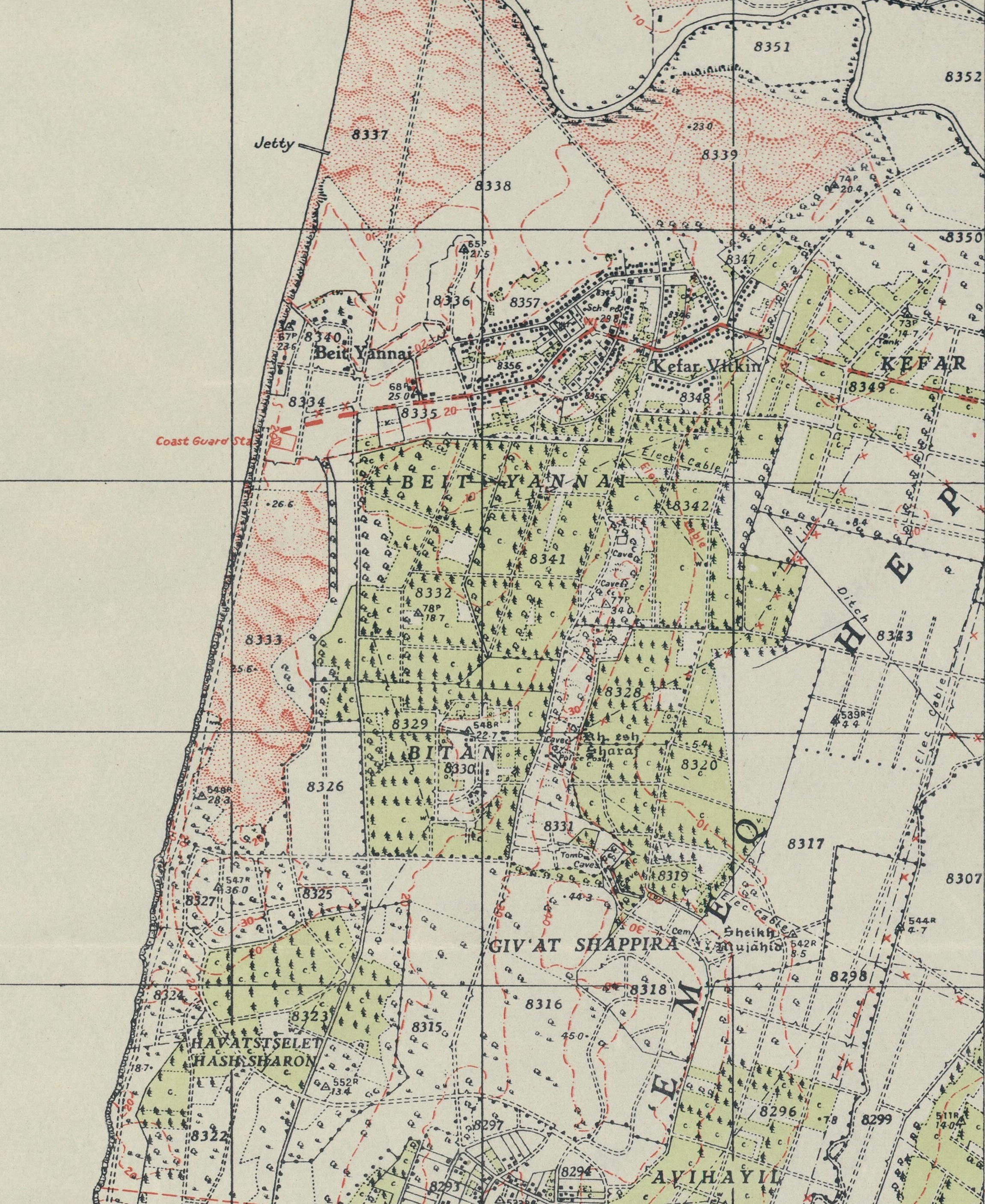
Kfar Vitkin en 1949 ; l’endroit où l’Altalena a été déchargé est indiqué.

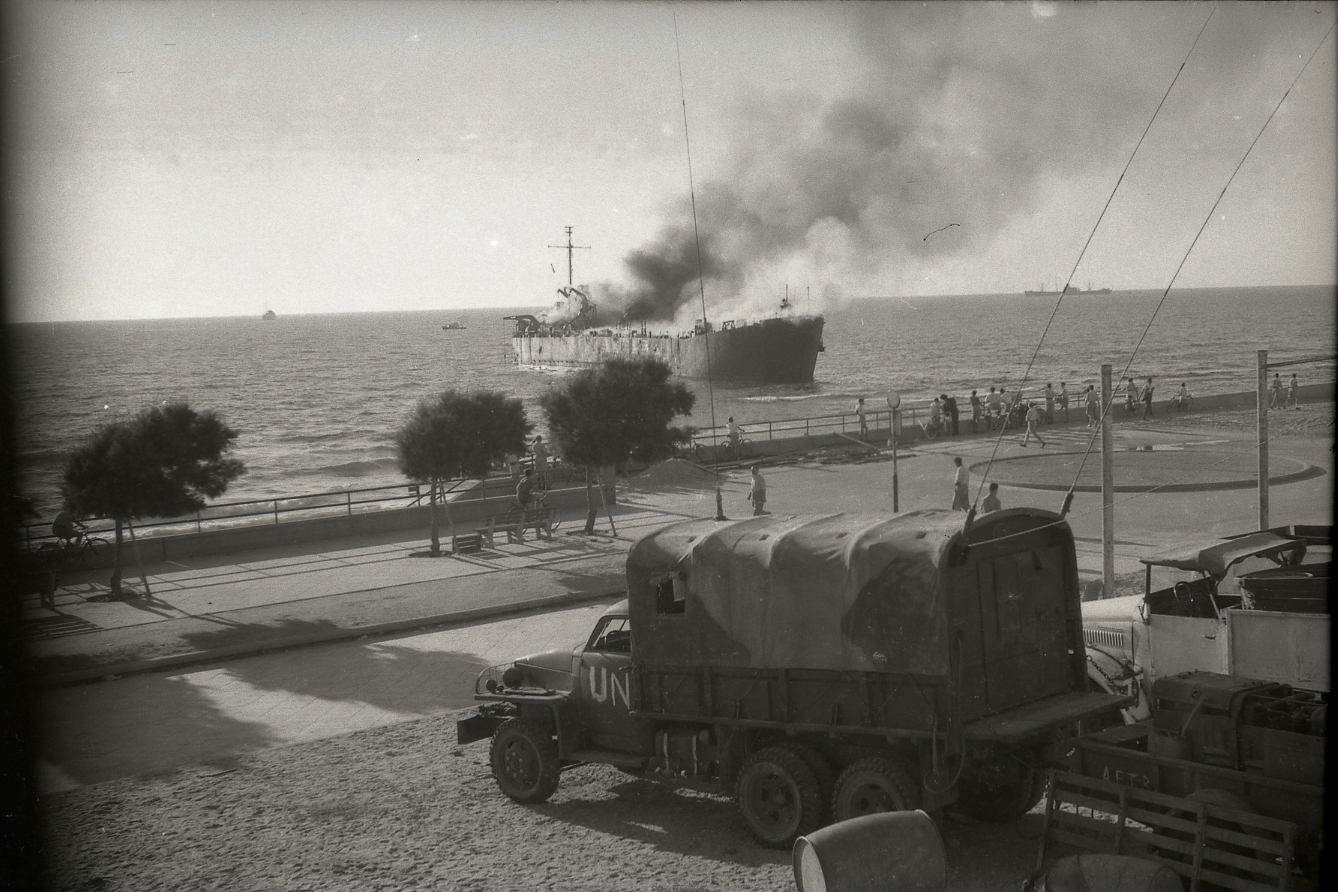
L’Altalena en flammes près de la côte.

Le 20 juin, l’Altalena arrive à Kfar Vitkin, à 30 km au nord de Tel Aviv. C’est l’euphorie dans les rangs de l’Irgoun, où personne ne pense qu’il y a un risque d’affrontement avec l’armée. Des dizaines de soldats, anciens de l’Irgoun, quittent leurs garnisons pour aller assister au débarquement. Les 800 passagers descendent et le déchargement des munitions commence, la plage étant encerclée par l’armée israélienne, renforcée par trois corvettes. Dan Epstein, commandant des forces israéliennes présentes, donne un ultimatum. Les représentants de l’Irgoun acceptent de remettre les armes, à condition que la garde en soit partagée entre l’Irgoun et l’armée. Des anciens de l’Irgoun, désertant les FDI, ont rejoint la côte et tentent de franchir les barricades ; des échanges de coups de feu ont lieu, faisant quatre morts dans les rangs de l’Irgoun, et deux dans ceux des FDI, qui a aussi six blessés. Un autre combat a lieu à Beit Dagan entre les mêmes protagonistes. Tout cela a lieu sous les yeux de l’ONU, qui a envoyé un avion survoler la zone.
Le 21 juin, prenant au sérieux l’ultimatum de Ben Gourion, appuyé par des tirs de canon, Begin ordonne de lever l’ancre pour Tel Aviv où il a plus de partisans; une rumeur se répand selon laquelle Begin a été tué. La marine israélienne envoie deux frégates pour arraisonner le navire, mais le commandant Monroe (Emmanuel) Fein leur échappe après avoir essuyé quelques tirs sans conséquences. Le 22 juin à minuit, il arrive devant Tel Aviv, près du QG de l’ONU. Il jette l’ancre à 100 mètres du rivage, face à l’hôtel Ritz où se trouve le QG du Palmach, à l’endroit où d’autres navires de réfugiés avaient déjà débarqué, espérant que ce serait pour un signe d’apaisement. Là, il est soutenu par des centaines de manifestants prévenus par tracts, criant le slogan « Des Juifs ne tirent pas sur des Juifs », et il fait commencer le déchargement des munitions.
Ben Gourion croit à la possibilité d’un putsch ; le gouvernement se réunit en urgence et impose le couvre-feu. La brigade Kiryati évacue la côte et ordre est donné de bloquer tous les accès à la ville. L’armée israélienne est présente, en l’espèce une ancienne unité du Palmach. Yitzhak Rabin, en permission à Tel-Aviv, se trouve être l'officier le plus gradé sur place : il prend le commandement. Un canot est envoyé par l’Altalena pour négocier, sans succès.
Les combats commencent à 7 heures du matin. Les combattants de l’Irgoun commencent alors à débarquer en armes, et commencent à faire le siège du QG du Palmach : c’est le début des combats, rapidement interrompus par une trêve destinée à évacuer les blessés de part et d’autre. Les habitants de la ville manifestent pour interrompre les combats, sans succès. Le chef du Palmach, Yigal Alon, prend le commandement de l’opération ‘Purge’, mais de nombreux soldats refusent d’y participer. Ce sont les brigades Carmeli, Neguev et Yiftah qui mènent les opérations. Israël Rokah, maire de Tel Aviv, intervient pour se proposer comme intermédiaire, proposition rejetée par Ben Gourion.
Alon renouvelle l’ultimatum demandant la reddition inconditionnelle, qui est rejeté ; Ben Gourion ordonne alors le tir d’artillerie. À 16 heures, l’artillerie ouvre le feu sur l’Altalena et le touche, le coulant. Le navire est évacué par les militants de l’Irgoun, Begin, qui ne savait pas nager, ne quittant le navire en flammes que le tout dernier.
Le Palmach et l’armée israélienne ne reprennent le contrôle de la côte que dans la soirée. L’Irgoun voit ses militants arrêtés dans tout le pays dans la soirée. Exprimant son refus de l'existence de plusieurs factions armées, après l'indépendance proclamée le 14 mai 1948 à Tel Aviv, Ben Gourion, devenu le premier Premier ministre de l'État d'Israël le 15 mai, fait alors tirer, les 21 et 22 juin 1948, sur les membres de l’Irgoun, qui essayent de débarquer les armes. Le bateau, bombardé par un détachement d'artillerie, est coulé. Lors de l'assaut contre le bateau, effectué par un commando de Tsahal, il y a 18 morts : 16 membres de l'Irgoun et deux (ou trois) soldats de la jeune armée israélienne,. Parmi les morts se trouve Avraham Stavsky. Plusieurs arrestations sont effectuées. Le 22 juin au soir, un cessez-le-feu est conclu.
Un des passagers sur l’Altalena était Saul Friedländer, qui raconte cet épisode dans son livre Quand vient le souvenir.... Selon lui, l’Altalena était devenu le point de mire des différentes tendances des Israéliens et des Arabes restés en Palestine.
Eytan Haber, dans sa biographie de Menahem Begin, rappelle l'implication d'Yitzhak Rabin dans cet épisode tragique. Rabin fut détesté par la droite pendant des décennies, et son assassinat fut justifié en partie par un rappel de l’Altalena.

## Suites

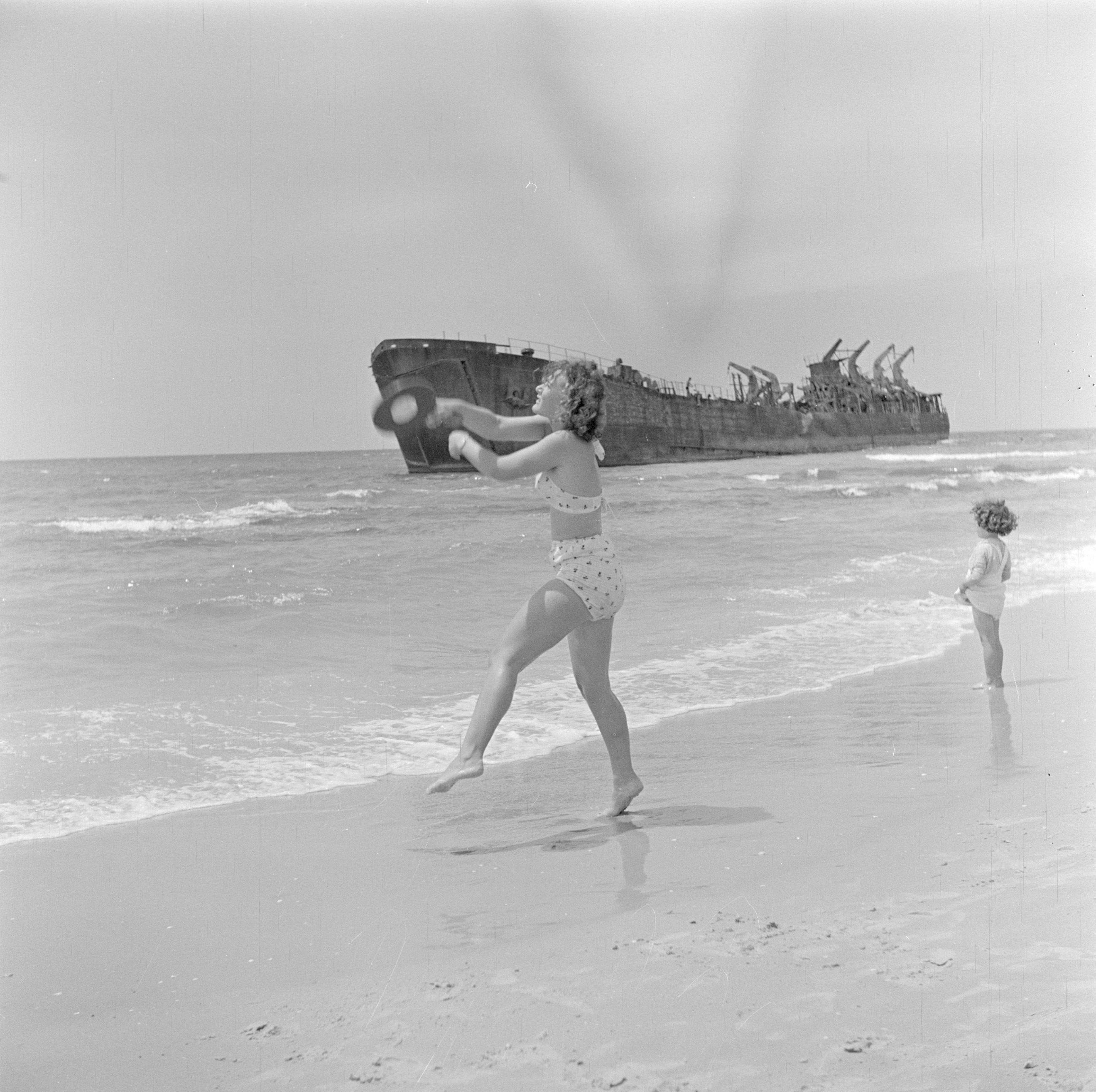
Jeux de plage devant l’épave de l’Altalena en 1948.

Les membres de l’Irgoun ayant déserté sont arrêtés et jugés. Les unités de l’Irgoun intégrées à l’armée israélienne sont dissoutes et leurs membres dispersés dans toutes les unités. Un an après, l’Altalena est renfloué, déplacé à 15 miles des côtes et envoyé par le fond.
L’affaire de l’Altalena met au jour les fractures profondes entre les principaux partis politiques d’Israël, et est évoquée à l’occasion par les médias israéliens pour illustrer le débat sur l’usage (ou l’absence d’usage) de la force par le gouvernement contre des opposants et sa légitimité. Les soutiens de Ben Gourion défendent cet usage comme essentiel pour établir l’autorité du gouvernement et décourager les factieux et empêcher la formation d’armées rivales. Ce qui est cohérent avec d’autres actions entreprises par le même gouvernement, comme la dissolution du Palmach la même année. Ils ajoutent que le gouvernement doit avoir le monopole de l’usage de la force. L’Irgoun, en tentant d’importer des armes pour les utiliser en tant que milice privée sapait la légitimité de l’État d’Israël. Dans le monde universitaire, on considère généralement que la réaction de Ben-Gourion a évité au nouvel État d’être la proie de nombreuses milices politiques armées, établissant la stabilité de l’État.
Les opposants condamnent cette réaction, la qualifiant de violence inutile. Le débat est relancé brièvement lorsque le Likoud, mené par Menachem Begin, gagne les élections législatives de 1977.
Begin considère que « [sa] plus grande réussite a été de ne pas riposter et d’éviter la guerre civile ». À la veille de la guerre des Six Jours, alors que Levi Eshkol était premier ministre, Menahem Begin fit partie d’une délégation qui se rendit à Sde Boker pour demander à Ben Gourion d’accepter le poste de premier ministre. Après la rencontre, Ben Gourion dit que s’il avait connu Begin de la même manière en 1948 qu’en 1967, l’Histoire aurait été différente.
En 2012, l’épave de l’Altalena a été découverte par une mission financée par le Menachem Begin Heritage Center et soutenue par le gouvernement israélien. Après avoir exploré la zone où la marine israélienne affirmait avoir coulé le navire, les recherches se sont élargies. L’Altalena a été retrouvée à plusieurs kilomètres de Rishon LeZion à environ 300 m de profondeur. Le sonar a permis de confirmer la découverte. Le gouvernement israélien a ensuite annoncé son renflouement et son installation sur la terre ferme comme monument,.

## Dans la mémoire

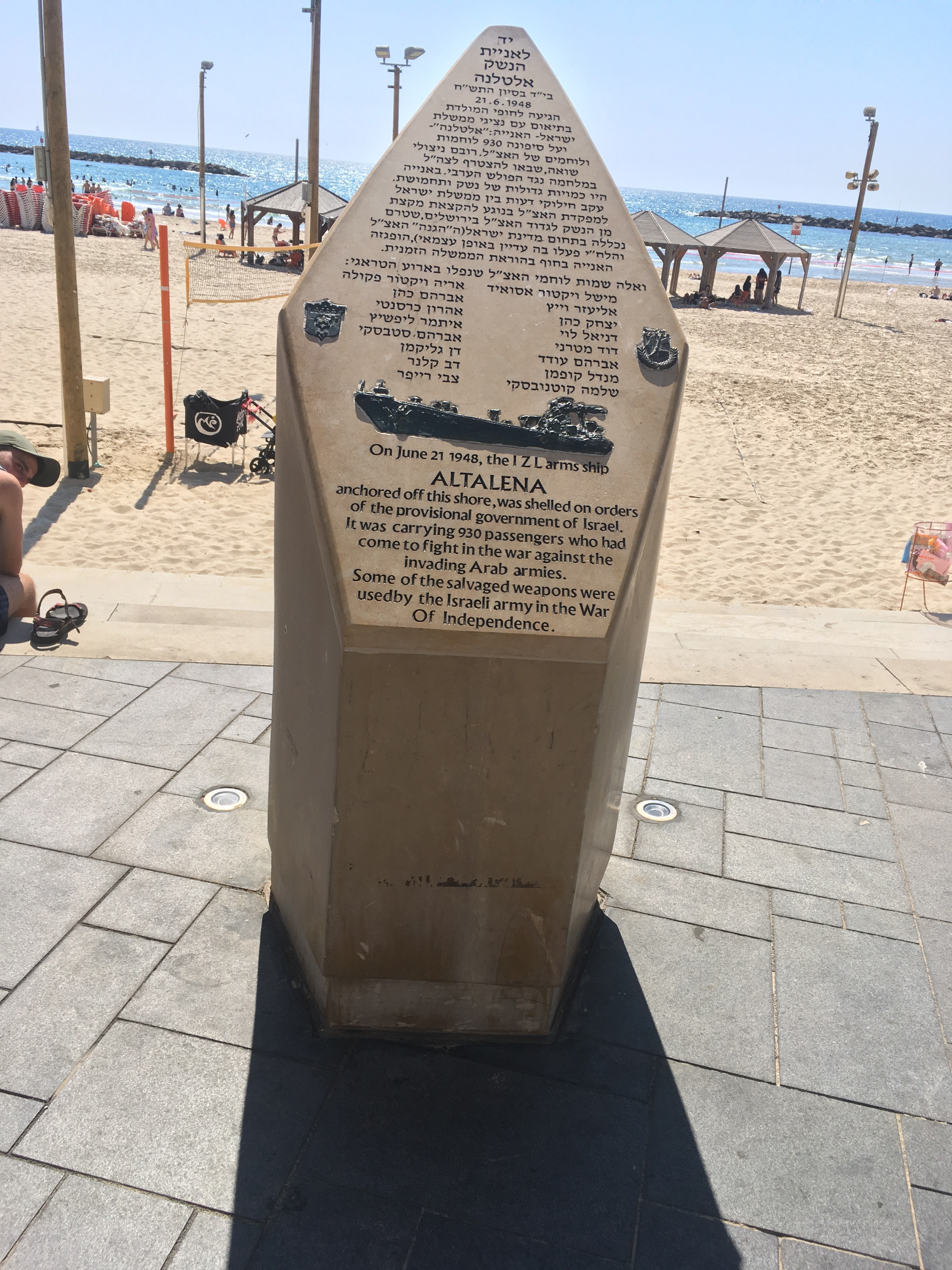
Stèle sur la plage de Tel-Aviv commémorant les victimes de l’Altalena.

Le soir même, Menahem Begin prononce un discours célèbre, dit « Le discours des larmes » à la radio ‘’Voix de Jérusalem combattante’’, ordonnant à ses partisans de déposer les armes. Il resta toute sa vie convaincu que Ben Gourion avait voulu l’éliminer. L’épisode lui fournit aussi, selon Frédéric Encel, « une posture d’honneur et d’intégrité morale qui lui servit plus tard ».
Arthur Koestler était présent sur les lieux et a témoigné des faits, notamment de l’intervention d’Israël Rokah.
Le premier mémorial aux seize combattants de l’Irgoun et aux trois soldats de l’armée israélienne morts dans l’affaire a été élevé au cimetière de Nahalat Yitzhak en 1998. La cérémonie officielle y a lieu chaque année. Elle est surtout suivie par les familles des morts et le camp nationaliste.
En 2011, les invitations lancées par le ministère de la Défense ont utilisé le mot « assassinés » pour les victimes des affrontements, signifiant que Ben Gourion, Rabin et l’armée israélienne ont commis des meurtres. Le ministre de la Défense, Ehud Barak demande ensuite une enquête sur cet incident, et à ce qu’il soit corrigé.
Chaque année, une croisière organisée par l’organisation Hazon Leumi part du port de Jaffa vers l’épave du navire pour une cérémonie en mémoire de ceux qui sont morts sur le navire.
En 2008, le dramaturge israélien Motti Lerner en a fait le sujet d’un long-métrage, Altalena.
La revue trimestrielle du mouvement étudiant Tagar (droite sioniste) porte également le nom d'Altanena, en souvenir de Vladimir Jabotinsky.
L’évènement est parfois jugé comme la pire décision d’un gouvernement israélien.

#### Livres
- U. Brener, Altalena, Tel Aviv : Hakibbutz Hameuhad, 1978. (hébreu)
- A. Shapira, The Army Controversy, 1948: Ben-Gurion's Struggle for Control, Tel-Aviv : Hakibbutz Hameuhad, 1985. (hébreu).
- S. Nakdimon, Altalena, Jerusalem : Yediot Ahronot Publishers, 1978. (hébreu).
- E. Lankin, The Story of the Altalena Commander, Tel Aviv : Hadar, 1974. (hébreu).

#### Articles
- Freddy Eytan, « Menahem Begin – Juif, démocrate et patriote », sur Le CAPE de Jérusalem, 3 avril 2021 (consulté le 8 mai 2025).
- (en) D. Hacohen, « A Witness to the Altalena Negotiations Responds to Begin », Davar, October 24, 1971.
- (en) S. Nakdimon, « The Myth and the Lie: What Role Did Rabin Really Play in the Sinking of the Altalena? », Haaretz, 15 juin 2016.
- (he) E. Sprinzak, « Altalena: Political Reflections after Thirty Years », Medina, Mimshal Veyekhasim Beinleumi'im 14 (1979): 88 – 96. (hébreu).
- (en) M. Zamir, « Bid for Altalena: France's Covert Action in the 1948 War in Palestine », Middle Eastern Studies 46, no 1 (2010): 17 – 58.